# Judo ai XVI Giochi del Mediterraneo
I tornei di judo ai XVI Giochi del Mediterraneo si sono svolti presso il palasport Febo di Pescara a circa 16 km dal Villaggio Mediterraneo e prevedevano competizioni individuali sia maschili che femminili, per un totale di 14 medaglie d'oro. Ai giochi, nel judo, erano presenti ben 21 nazioni su 23.
Ogni Paese poteva iscrivere al massimo 1 concorrente per ogni categoria (vedi tabella).

## Calendario
Le gare seguiranno il seguente calendario:
| ● | Competizioni | ● | Finali |

| Giugno/Luglio |    |    |    |    |    |    |    |    |    |
| 26            | 27 | 28 | 29 | 30 | 01 | 02 | 03 | 04 | 05 |
|               |    |    |    |    |    | ●  | ●  | ●  | ●  |

## Risultati

### Uomini
| Evento        | Oro                | Argento          | Bronzo                               |
| fino a 60 kg  | Elio Verde         | Yann Siccardi    | Dimokritos Manousaridis Fadi Darwich |
| fino a 66 kg  | Milos Mijalkovic   | Ahmed Awad       | Rok Draksic Francesco Faraldo        |
| fino a 73 kg  | Giovanni Di Cristo | Mohamed Riad     | Kiyoshi Uematsu Trevino Sezer Huysuz |
| fino a 81 kg  | Aljaz Sedej        | Hatem Abdelakher | Antonio Ciano Safouane Attaf         |
| fino a 90 kg  | Īlias Īliadīs      | Mohamed El Assri | Lyes Bouyakoub Lorenzo Bagnoli       |
| fino a 100 kg | Ramadan Darwish    | Cyril Maret      | Amar Benikhlef Amel Mekic            |
| oltre 100 kg  | Teddy Riner        | Anis Chedli      | Islam Elshehaby Angel Parra Labajos  |

### Donne
| Evento       | Oro                  | Argento           | Bronzo                                  |
| fino a 48 kg | Elena Moretti        | Channez M'Barki   | Laetitia Payet Derya Cibir              |
| fino a 52 kg | Hajer Barhoumi       | Rosalba Forciniti | Ana Carrascosa Zaragoza Petra Nareks    |
| fino a 57 kg | Ioulietta Boukouvala | Barbara Harel     | Lila Latrous Tina Trstenjak             |
| fino a 63 kg | Urška Žolnir         | Irene Chevreul    | Dimitra Androutsou Kahina Saidi         |
| fino a 70 kg | Marie Pasquet        | Rasa Sraka        | Leire Iglesias Armino Erica Barbieri    |
| fino a 78 kg | Lucie Louette        | Houda Miled       | Rachida Ouardane Raquel Prieto Madrigal |
| oltre 78 kg  | Lucija Polavder      | Larisa Cerić      | Nihel Cheikh Rouhou Gulsah Kocaturk     |

## Medagliere
| Posizione | Paese                |    |    |    | Totale |
| --------- | -------------------- | -- | -- | -- | ------ |
| 1         | Francia              | 3  | 4  | 1  | 8      |
| 2         | Italia               | 3  | 1  | 4  | 8      |
| 3         | Slovenia             | 3  | 1  | 3  | 7      |
| 4         | Grecia               | 2  | 0  | 2  | 4      |
| 5         | Tunisia              | 1  | 3  | 1  | 5      |
| 6         | Egitto               | 1  | 2  | 1  | 4      |
| 7         | Serbia               | 1  | 0  | 0  | 1      |
| 8         | Bosnia ed Erzegovina | 0  | 1  | 1  | 2      |
| 8         | Marocco              | 0  | 1  | 1  | 2      |
| 10        | Monaco               | 0  | 1  | 0  | 1      |
| 11        | Algeria              | 0  | 0  | 5  | 5      |
| 11        | Spagna               | 0  | 0  | 5  | 5      |
| 13        | Turchia              | 0  | 0  | 3  | 3      |
| 14        | Siria                | 0  | 0  | 1  | 1      |
| Totale    | Totale               | 14 | 14 | 28 | 56     |